# Chacim
Chacim ist eine Gemeinde (Freguesia) und Kleinstadt (Vila) im portugiesischen Kreis (Concelho) von Macedo de Cavaleiros. In ihr leben 227 Einwohner (Stand 19. April 2021).

## Söhne und Töchter der Stadt
- Beatriz Arnut (1892–1958), Schriftstellerin, Dichterin, Beamtin und Frauenrechtlerin.
- António Manuel Pires Cabral (* 1941), prämierter Lyriker und Schriftsteller.